# Blagorodovac
Blagorodovac (németül: Blagorodowatz) falu Horvátországban Belovár-Bilogora megyében. Közigazgatásilag Dežanovachoz tartozik.

## Fekvése
Belovártól légvonalban 41, közúton 56 km-re délkeletre, Daruvártól légvonalban 15, közúton 18 km-re délnyugatra, községközpontjától 5 km-re délnyugatra, Nyugat-Szlavóniában, a Čavlovica-patak és a 26-os számú főút mentén fekszik.

## Története
A falu északnyugati részén fekvő Zidina nevű hely valószínűleg már a középkorban lakott, várral rendelkező település volt. Ezt látszanak igazolni az itt előkerült tégla és cserépmaradványok. Az itt állt várat és települést azonban máig nem sikerült azonosítani a rendelkezésre álló írásos források alapján és régészeti kutatása sem történt még meg. A térséget 1542-ben foglalta el a török és a falu helye több száz évig erdő volt.
A mai település a 19. század elején erdőirtással keletkezett. A második katonai felmérés térképén bukkan fel először „Blagorodovac” néven. A térképen jól láthatók a falu nyugati részén a nyílegyenesen kimért utak mentén sorakozó házak, míg a keleti oldalon a meglevő főút mentén alakultak ki a telkek.
1865-ben a terület birtokosa Baranya, Somogy és Tolna megyékből dunai svábokat telepített ide. A Magyar Királyságon belül Horvát–Szlavónország részeként, Pozsega vármegye Daruvári járásának része volt. 1869-ben 516, 1910-ben 682 lakosa volt. A 19. század végén és a 20. század elején az olcsó földterületek miatt és a jobb megélhetés reményében magyar és német lakosság telepedett le itt. 1910-ben a népszámlálás adatai szerint lakosságának 77%-a német, 17%-a magyar, 5%-a horvát anyanyelvű volt. Az első világháború után 1918-ban az új szerb-horvát-szlovén állam, majd később (1929-ben) Jugoszlávia része lett. A település 1941 és 1945 között a németbarát Független Horvát Államhoz, háború után a település a szocialista Jugoszláviához tartozott. A település 1991-től a független Horvátország része. 1991-ben lakosságának 76%-a szerb, 9%-a horvát, 7%-a jugoszláv nemzetiségű volt. 2011-ben a településnek 229 lakosa volt.

## Lakossága
| Lakosság változása | Lakosság változása | Lakosság változása | Lakosság változása | Lakosság változása | Lakosság változása | Lakosság változása | Lakosság változása | Lakosság változása | Lakosság változása | Lakosság változása | Lakosság változása | Lakosság változása | Lakosság változása | Lakosság változása | Lakosság változása |
| ------------------ | ------------------ | ------------------ | ------------------ | ------------------ | ------------------ | ------------------ | ------------------ | ------------------ | ------------------ | ------------------ | ------------------ | ------------------ | ------------------ | ------------------ | ------------------ |
| 1857               | 1869               | 1880               | 1890               | 1900               | 1910               | 1921               | 1931               | 1948               | 1953               | 1961               | 1971               | 1981               | 1991               | 2001               | 2011               |
| 0                  | 516                | 718                | 793                | 725                | 682                | 605                | 610                | 561                | 568                | 587                | 499                | 499                | 397                | 331                | 229                |

## Nevezetességei
A falutól északnyugatra található Zidina nevű hely ma a Sabolić család tulajdona. A területet részben bekerítették, így a belépés csak a család engedélyével lehetséges. A tulajdonos szerint a területen egykori síkvidéki vár maradványai találhatók, melyet az itt előkerült számos tégla és cseréptöredék, valamint csontleletek igazolnak.